# Prix International de l’INSERM
Der Prix International de l’INSERM (bis 2008 Prix Étranger de l’INSERM) ist eine Auszeichnung, die seit 2004 vom Institut national de la santé et de la recherche médicale (INSERM) an internationale medizinische Forscherpersönlichkeiten für herausragende Leistungen vergeben wird, während der Grand Prix de l’INSERM an medizinische Forscher aus Frankreich verliehen wird.

## Preisträger
- 2004 Harvey J. Alter
- 2005 David P. Lane
- 2006 Zhu Chen
- 2007 Mina J. Bissell
- 2008 Tomas Lindahl
- 2009 Nora D. Volkow
- 2010 Denis Duboule
- 2011 Susan M. Gasser
- 2012 Ingrid Grummt
- 2013 Ogobara Doumbo
- 2014 Leszek Borysiewicz
- 2015 Peter Piot
- 2016 Linda Fried
- 2017 Marie-Paule Kieny
- 2018 Elisabetta Dejana
- 2019 Michel Sadelain
- 2020 Anthony Fauci
- 2024 Miriam Merad[1]